# 萊克斯利普
萊克斯利普（英語：Leixlip）是愛爾蘭共和國的一座城市，位於基爾代爾郡東北部。萊克斯利普現在有人口15,452人，是基爾代爾郡的第四大城市，也是愛爾蘭的第23大城市。

## 友好城市
- 法國 布雷叙尔

## 外部連結
- Leixlip Tidy Town Association
- Town Homepage （页面存档备份，存于）
- Leixlip Festival （页面存档备份，存于）
- Leixlip Library （页面存档备份，存于）
- 中的“萊克斯利普”
- Leixlip Castle （页面存档备份，存于）
- Le Chéile Athletic Club （页面存档备份，存于）
- U2Tours.com – Details of U2's Leixlip Castle performance （页面存档备份，存于）